# Acnemia comata
Acnemia comata är en tvåvingeart som beskrevs av Zaitzev 1982. Acnemia comata ingår i släktet Acnemia och familjen svampmyggor.
Artens utbredningsområde är Kalifornien. Inga underarter finns listade i Catalogue of Life.